# جمعان أحمد بامطرف
جمعان أحمد جمعان بامطرف هو شاعر وملحن ومغني يمني. ولد عام 1947 في مدينة غيل باوزير في محافظة حضرموت. تلقى تعليمه في مدينته. وبدأ حياته العملية مُدرِّسًا. وهو عضو في اتحاد الأدباء والكتاب اليمنيين. أجاد العزف وهو ملحن كذلك. صدر له ديواني شعر.